# Museo de Artes Populares y Tradiciones de Al-Kāf
El Museo de Artes y Tradiciones Populares de Al-Kāf (en árabe: متحف الفنون والتقاليد الشعبية بالكاف‎ ; en francés: Musée des Arts et Traditions populaires du Kef) es un museo etnográfico tunecino ubicado en la ciudad de Al-Kāf (Túnez). El museo está dedicado a exhibir varios artefactos y objetos históricos que fueron utilizados por varias tribus que habitaron Túnez. El museo está ubicado en un complejo sufí del siglo XVIII.

## Historia
El museo está ubicado en la antigua zawiya de Sidi Ben Aïssa. El edificio donde se encuentra el museo fue construido en 1784, este edificio sirvió como sede de la hermandad de Rahmania. Este edificio es un complejo social y religioso. La zawiya presenta dos cúpulas blancas, además de un tourbet, donde fueron enterrados los jeques, los cuales sucedieron al frente de la hermandad. El museo fue inaugurado en 1970 y contiene colecciones de artesanías y objetos etnográficos.
En 2015, se informó que 533 personas visitaron el museo. En 2017, luego de la renovación de partes de la sinagoga Ghriba en la ciudad de Kef, muebles y objetos como libros y manuscritos se trasladaron temporalmente de la sinagoga al museo. En 2019, René Trabelsi, Ministro de Turismo y Artesanía de Túnez, visitó el museo y habló sobre la organización de eventos culturales en la ciudad.

## Colecciones

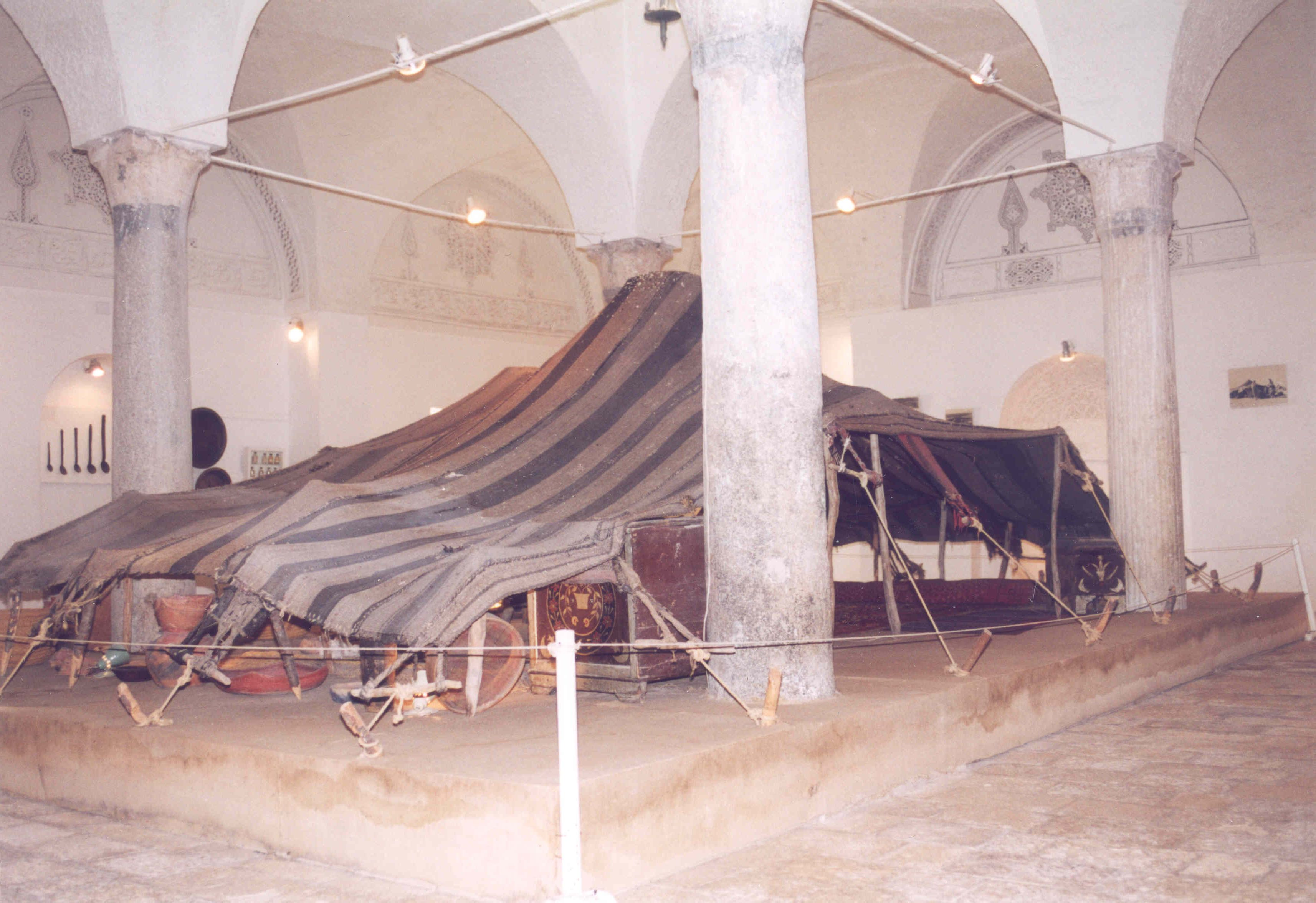
Tienda nómada, una de las exhibiciones del museo

El museo cuenta con colecciones de diversos objetos etnográficos y antropológicos, además de artefactos como lo son utensilios, cerámica, vestimenta tradicional y artesanías. El museo contiene exhibiciones sobre la vida de los nómadas y las características de las ciudades tunecinas. Parte del complejo del museo incluye una casa tradicional, cuyas habitaciones se han transformado para exhibir exhibiciones sobre la industria tunecina. El edificio del museo todavía preserva un reloj de sol islámico (en francés: Cadran) en uno de sus patios, este reloj de sol presenta líneas itálicas y babilónicas. Las exhibiciones nómadas del museo incluyen teteras, alfombras, grandes tiendas de campaña y cofres. El museo está dividido en 4 salas
- Sala 1: Esta sala contiene exhibiciones de trajes ceremoniales y joyas.
- Sala 2: Esta sala contiene artefactos históricos utilizados por las tribus nómadas en actividades como la agricultura.
- Sala 3: Esta sala contiene fumadores de abejas.
- Sala 4: esta sala contiene varios artefactos, como ropa y armas antiguas.